# Penstemon pinifolius
Penstemon pinifolius là một loài thực vật có hoa trong họ Mã đề. Loài này được Greene mô tả khoa học đầu tiên năm 1881.

## Hình ảnh

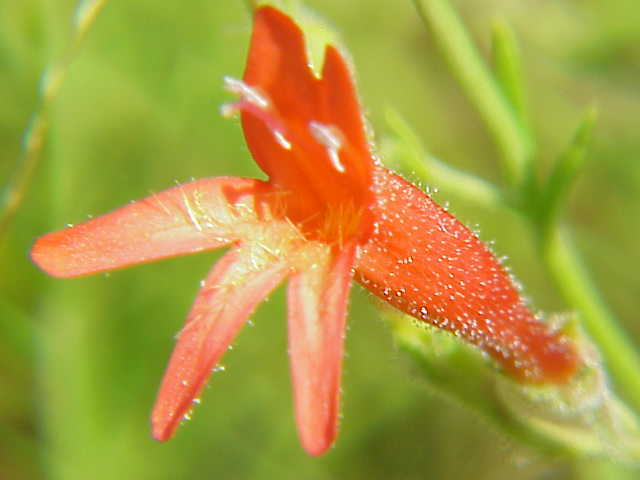
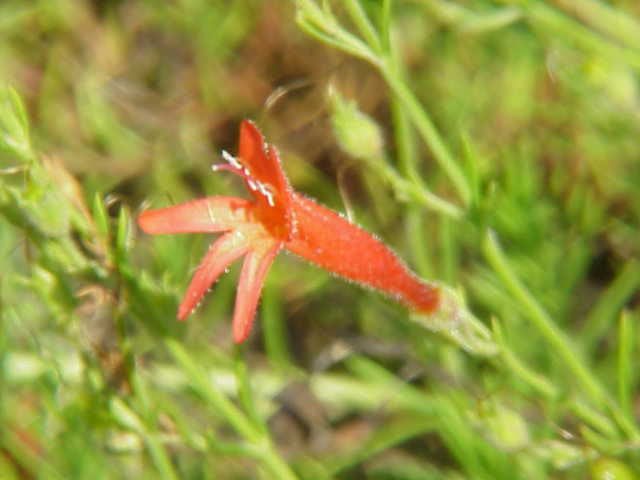
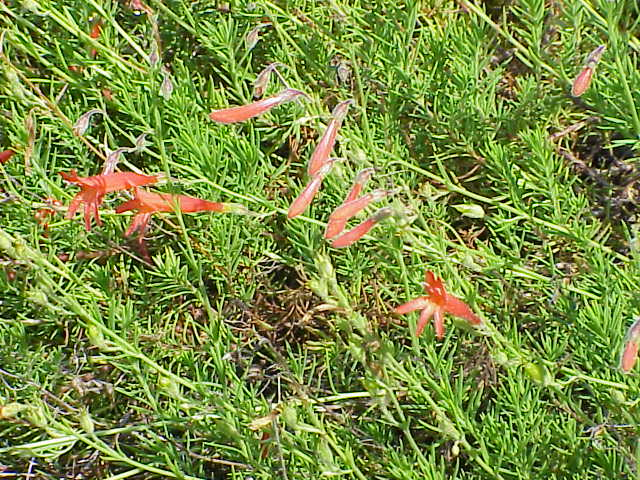
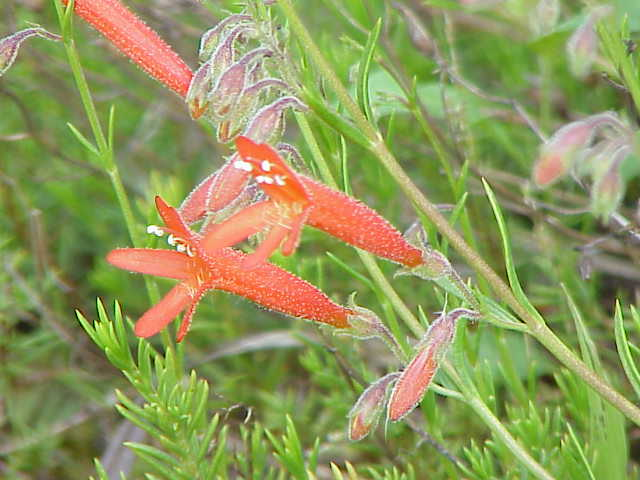